# Anna Bolecka
Anna Bolecka (ur. 20 czerwca 1951 w Warszawie) – polska pisarka.

## Życiorys
Urodziła się w rodzinie Stanisława Sikorskiego, profesora fizyki, i Marii Mileny z Braumanów. Do 1957 mieszkała w Wołominie następnie wraz z rodzicami przeniosła się do Warszawy. Uczęszczała do Liceum Ogólnokształcącego nr 49 w Warszawie, w 1969 zdała maturę. Od 1970 studiowała polonistykę na Uniwersytecie Warszawskim. Po studiach, od 1975 pracowała jako redaktorka polskiej literatury współczesnej w Spółdzielni Wydawniczej „Czytelnik”. W 1989 zrezygnowała z pracy redakcyjnej i poświęciła się twórczości literackiej. W 1991 została członkiem Stowarzyszenia Pisarzy Polskich. W latach 1994–2001 prowadziła w Warszawie własne wydawnictwo „Szpak”.
Debiutowała (pod nazwiskiem Anna Sikorska) w 1978 książką dla dzieci pt. Raku. W 1989 wydała powieść Leć do nieba, poświęconą wyobraźni i tożsamości dziecięcej. Następna powieść Biały kamień (1994), poświęcona kresom geograficznym i mentalnym, rekonstruująca historię pradziadka autorki, przyniosła jej Nagrodę Literacką im. Władysława Reymonta (1995), a kolejna Kochany Franz (1999) – której bohaterami są postaci związane z Franzem Kafką (powieść ma formę listów) – Nagrodę PEN Clubu za twórczość prozatorską (1999) oraz tytuł „Najlepszej książki Października 1999” Warszawskiej Premiery Literackiej. Jej powieść Concerto d'amore (2004) opowiada o różnych rodzajach miłości, a jej akcja dzieje się w Warszawie.
Anna Bolecka jest również autorką:
- powieści dla młodzieży Latawce (2002),
- powieści z czasów narodzin nazizmu Uwiedzeni (2009)
- powieści Cadyk i dziewczyna (2012)[5]

Swoją prozę i recenzje drukowała m.in. na łamach pism „Kresy” (1996, 1999), „Dekada Literacka” (1999, 2005–2006) i „Pogranicza” (2002, 2004).
Jest jedną z najchętniej tłumaczonych polskich pisarek. Jej książki były tłumaczone na niemiecki, francuski, duński, holenderski i portugalski.
Dwukrotnie zamężna. W latach 1977–2004 była żoną Włodzimierza Boleckiego, historyka literatury; ze związku tego w 1978 urodziły się bliźnięta Antoni i Agnieszka. W 2005 zawarła związek małżeński z Krzysztofem Doroszem, dziennikarzem, eseistą.